# Leptón griego

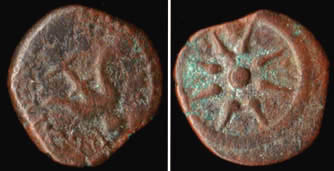
Antiguo mite de bronce de un tipo que aún circulaba en tiempos de Jesús, típico de lo que podría haber aparecido en el pasaje bíblico de La ofrenda de la viuda. 103 - 76 a. C. Anv: ancla en un círculo; rev: estrella de ocho rayos.

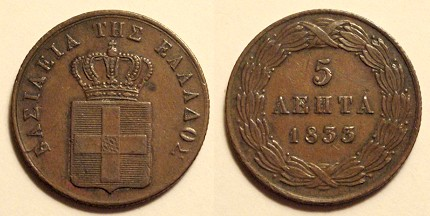
Moneda de 5 leptones (lepta), subdivisión de dracma, 1833.

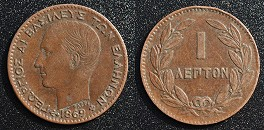
Moneda de un leptón de 1879, la última moneda emitida de un leptón de dracma.

Leptón o leptó (griego antiguo y kazarévusa λεπτόν, griego moderno λεπτό; pl. λεπτά, lepta; «delgado, fino») es nombre dado en griego a las fracciones de ciertas divisas empleadas en el mundo griego antiguo y que se ha seguido empleando en las monedas griegas contemporáneas: el fénix, la dracma moderna y el euro.

## Historia y uso

### Grecia clásica  y helenística
La palabra significa "pequeño" o "delgado". En la Grecia clásica y helenística, se refería, en sentido figurado, a una moneda de poco valor de cualquier divisa, usualmente, la denominación más pequeña disponible de otra moneda. Durante la época del Imperio romano, en la parte oriental del imperio se denominaban así varias monedas pequeñas, en su mayoría de cobre.
Probablemente estas monedas de cobre son las mencionadas en el pasaje bíblico donde la viuda deposita su contribución a la tesorería del templo:

καὶ ἐλθοῦσα μία χήρα πτωχὴ ἔβαλεν λεπτὰ δύο, ὅ ἐστιν κοδράντης.
Y llegó una viuda pobre y echó dos pequeñas monedas de cobre, o sea, un cuadrante.
Marcos 12:42. La Biblia de las Américas.

El Evangelio de Lucas también hace referencia al leptón, también traducido al griego como mite en varios pasajes, al afirmar que una persona que no haga las paces con su adversario a tiempo deberá pagar "hasta el último mite antes de ser liberada de prisión. En el reino asmoneo, el leptón se acuñó por primera vez bajo el rey y sumo sacerdote Alejandro Janneo antes del año 76 a. C.
Dentro del cálculo estándar, 2 leptones equivalían a 1 cuadrante, y 64 de estos últimos conformaban un denario.

### Grecia moderna
En la Grecia moderna el leptón o leptó corresponde a 1/100 de todas las denominaciones de la moneda que han circulado en el país: el fénix griego (1827–1832), la dracma griega (1832–2001) y el  euro (desde 2002), que equivaldría a la forma griega de "céntimo". Su signo oficioso es  Λ (lambda). En griego moderno el término λεπτό, con π, es un cultismo tomado del griego antiguo; la palabra patrimonial es λεφτό (leftó) que, si bien se puede utilizar con el mismo valor que leptó, suele tener el significado más ambiguo de «dinero».
Las monedas de cinco leptones acuñadas desde 1869 llevaban la inscripción adicional "ΟΒΟΛΟΣ" ("óbolos") y las monedas de diez, "ΔΙΩΒΟΛΟΝ" ("dos óbolos"). Es similar a lo que se hace con el término nominal "dracma". Se trataba de una referencia a antiguas tradiciones.